# منتخب إندونيسيا لكأس ديفيز
منتخب إندونيسيا لكأس ديفيز (بالإندونيسية: Tim Piala Davis Indonesia)‏ هو ممثل إندونيسيا الرسمي في كرة المضرب في كأس ديفيز.